# Gorske skupine v Julijcih
Gorske skupine Julijcev (Julijskih Alp) so naslednje skupine (z najvišjimi vrhovi) :
1. Skupina Mangarta (2678 m) in veriga Ponc (2274 m)
2. Skupina Jalovca (2645 m)
3. Skupina Razorja (2601 m) in Prisanka (2547 m)
4. Martuljška skupina (imenovana tudi Špikova skupina) (2621 m)
5. Skupina Škrlatice (2740 m)
6. Triglavsko pogorje (2864 m)
7. Mežakla (1593 m)
8. Pokljuka (2050 m)
9. Spodnje bohinjske gore (2086 m)
10. Krnsko pogorje (2244 m)
11. Greben Stola (1673 m)
12. Kaninsko pogorje (2587 m)